# Барби: Лебединое озеро
«Барби: Лебединое озеро» (англ. Barbie of Swan Lake) ― анимационный фэнтезийный фильм 2003 года совместного производства Mainframe Entertainment и Mattel Entertainment, распространяемый компанией Artisan Home Entertainment. Он основан на балете П.И.Чайковского, «Лебединое озеро», это третий фильм из серии фильмов о Барби, в котором Келли Шеридан озвучивает Барби.
Фильм был выпущен 30 сентября 2003 года на VHS и DVD компанией Artisan, позже, 16 ноября 2003 года состоялась телевизионная премьера на канале Nickelodeon. Затем он был выпущен за рубежом на правах Entertainment и Universal Pictures Video.

## Сюжет
Барби рассказывает историю своей младшей сестре Келли, которая чувствует себя неловко из-за ночевки в лагере и не хочет участвовать в забеге на следующий день.
Одетт ― юная девушка, которая живет в маленькой деревне со своим отцом и сестрой и работает в семейной пекарне. Она талантливая танцовщица, но при этом застенчива. Когда по городу пробегает единорог Лила, Одетт следует за ней в Заколдованный лес. Лила цепляется за куст и Одетт вынимает кристалл из скалы, чтобы освободить ее, в то время как другие обитатели леса с удивлением наблюдают за происходящим.
Королева фей сообщает Одетт, что с тех пор, как она освободила волшебный кристалл, ей суждено победить злого колдуна Ротбарта, который захватил власть в лесу. Одетт, боясь вмешиваться, отказывается помогать. Однако Ротбарт противостоит ей и заставляет ее превратиться в лебедя. Хотя королева дарит Одетт диадему с магическим кристаллом, чтобы защитить ее от магии Ротбарта, она может лишь частично снять заклятие; днем Одетт превращается в лебедя, а ночью вновь обретает человеческий облик.
Одетт и Лила отправляются на встречу с троллем Эразмусом, чтобы найти «Книгу лесных знаний», которая может подсказать им, как снять заклятие; однако у них ничего не получается.
Тем временем мать сообщает принцу Дэниэлу, что ему пора жениться и в честь этого устраивает грандиозный бал, чтобы он мог выбрать себе жену. Когда Дэниэл отправляется на охоту, Ротбарт заманивает его в лес с целью заставить его выследить и убить Одетт. Дэниэл собирается застрелить лебедя, но очаровывается его красотой и решает оставить его в живых. Одетт преображается у него на глазах и защищает его от Ротбарта. Они проводят ночь вместе и влюбляются друг в друга. Дэниэл приглашает Одетт на бал.
Эразмус находит книгу и обнаруживает, что ключ к победе над Ротбартом ― настоящая любовь. Однако, если Дэниэл влюбится в другую женщину, волшебный кристалл потеряет свою силу, и Одетт умрет. Ротбарт похищает Эразмуса и книгу. Пока Одетт спасает Эразмуса, Ротбарт является на бал со своей дочерью Одиль, волшебным образом переодетой в Одетт. Одетт летит в замок в облике лебедя, чтобы предупредить Дэниэла, но слишком поздно; Дэниэл клянется Одилии в любви, из-за чего Одетт теряет сознание.
Когда сила кристалла иссякает, Ротбарт забирает его у Одетт. В лесу он превращает Королеву фей в мышь. Одетт просыпается, когда появляется Дэниэл, чтобы противостоять Ротбарту. Заклинание Ротбарта поражает их обоих, их руки переплетаются. В этот момент магия кристалла поглощает Ротбарта, а Дэниэл и Одетт пытаются защитить друг друга. Зло Ротбарта уничтожено. Все жители деревни и леса празднуют свадьбу Одетт и Дэниэла. Ротбарт становится часами с кукушкой, а Одиль — служанкой в библиотеке Эразма.
Эта история о мужестве придает Келли решимости, и она обещает, что на следующий день примет участие в забеге.

## Актёры озвучки
- Келли Шеридан — Барби/Одетт
- Марк Хилдрет ― принц Даниэл
- Келси Грэммер ― Ротбарт
- Венус Терцо ― Лила
- Кэтлин Барр — Королева фей/Мари
- Майкл Добсон — Эразмус
- Шанталь Стрэнд — Келли

## Производство
Огромный успех первых двух фильмов о Барби — «Барби и Щелкунчик» и «Барби и дракон» ― побудил компанию Mattel принять решение о создании третьего фильма. Компания Mainframe анонсировала выход фильма в сентябре 2002 года. История основана на немецкой сказке 19-го века «Лебединое озеро».
Как и в случае с первым фильмом «Щелкунчик», «Лебединое озеро» было поставлено главным балетмейстером Нью-Йорка, Питером Мартинсом, а движения танцоров Нью-Йорк Сити балет были анимированы на компьютере с помощью технологии захвата движения. Танцоров снимали в течение двух дней с помощью 16 светоизлучающих камер, которые отслеживали их движения на основе отражающих квадратов, прикрепленных к локтям, запястьям и ногам танцоров. Затем съемочная группа Mainframe Entertainment наложила данные захвата движения на компьютерные модели персонажей фильма и анимировала их лица. Исполнительница Motion capture, Кейлин Стадник изобразила движения Барби, в то время как балерина Мария Ковроски исполнила танцевальные сцены героини.

## Музыка
В фильме звучит партитура П.И. Чайковского из оперы «Лебединое озеро» в исполнении Лондонского симфонического оркестра, а 15-летняя скрипачка Никола Бенедетти исполняет соло на скрипке. Кроме того, в фильме есть музыкальная тема, которая звучит во время финальных титров, ― «Wings», написанная Джейсоном Блюмом и исполненная Лесли Миллз.

## Приём
Джозеф Шадковски из The Washington Times оценил фильм как прекрасный и как еще один триумф Барби, который должен вдохновлять детей. Оценив фильм на две с половиной звезды из пяти возможных, Р.С. Мурти из The New Straits Times назвал его очаровательным и написал: Компьютерная графика выполнена плавно, а хореография балета Нью-Йорк Сити передана превосходно. Скотт Хеттрик из the South Florida Sun-Sentinel написал, что в фильме есть все элементы доброй сказки, которые [прекрасно] воплощены в этой успокаивающей, занимательной и увлекательной презентации.
В рецензии The Daily Telegraph говорилось, что переведенное в мультипликационную форму «Лебединое озеро» не совсем шедевр, но фильм рекомендовался как способ познакомить детей с Чайковским.